# 活汲站

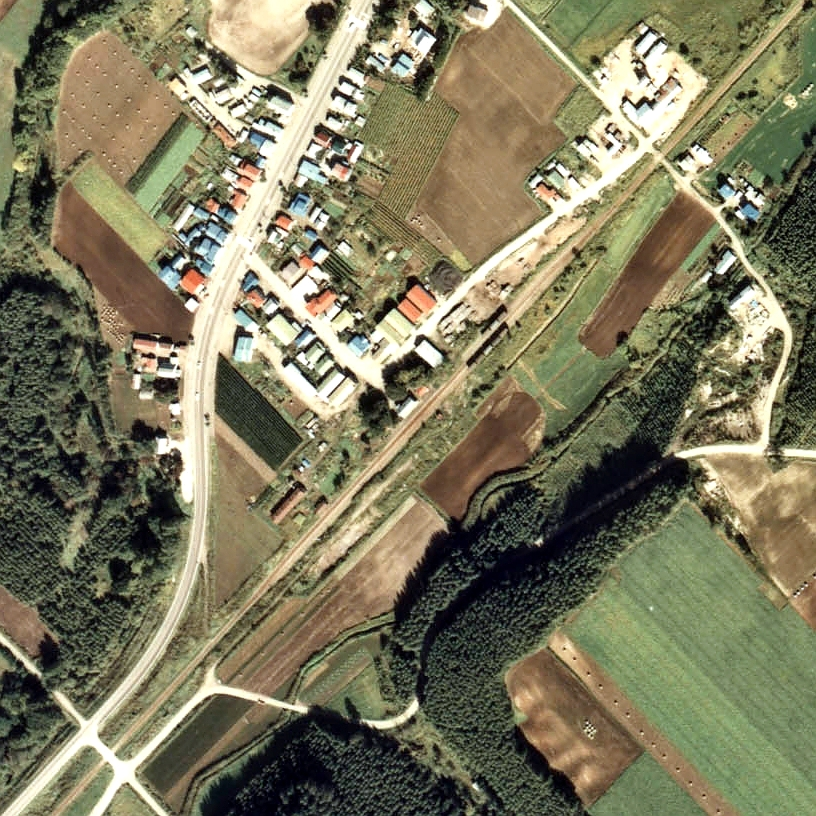
1977年的活汲站與方圓約500米範圍。左下方為北見相生方向。
車站大樓旁邊設有1面1線單式月台，車站後方設有副本線，車站大樓旁邊靠近美幌一方設有貨物月台和引込線。在2年後，車站停止處理貨物，副本線也被撤走。圖中看到副本線和貨物月台上設有貨運列車。在貨物月台側邊放置了木材。

活汲站（日语：／ Kakkumi eki */?）是位於北海道網走郡津別町字活汲，日本國有鐵道（國鐵）的相生線車站（廢站）。隨著相生線廢線，車站在1985年（昭和60年）4月1日廢除。

## 歷史
- 1924年（大正13年）11月17日 - 鐵道省相生線美幌站至津別站之間開通，此站啟用。當時為一般車站。
- 1949年（昭和24年）6月1日 - 日本國有鐵道成立，成為日本國有鐵道車站。
- 1962年（昭和37年）4月1日 - 成為業務委託車站。
- 1979年（昭和54年）12月11日 - 結束處理貨物。
- 1984年（昭和59年）2月1日 - 結束處理行李。
- 1985年（昭和60年）4月1日 - 相生線全線廢除，此站也廢除。

## 車站構造
截至車站廢除前，車站是一座地面車站，設有1面1線的單式月台。車站大樓靠近美幌一方設有路軌分支，連接1條側線。站內設有貨物月台。月台位於路軌西邊（北見相生方向的列車會開啟右邊車門），鄰接車站大樓。曾經此站設有2面2線的相對式月台，當時可進行列車交會。當時為業務委託車站。

## 站名的由來
站名取自所在地名（字活汲）。地名源自阿伊努語的「カッコㇰウンイ（kakkok-un-i）」，其意思是大杜鵑、是、正在。或源自「カックㇺ（kakkum）」，其意思是柄杓。

## 使用狀況
- 在1981年度（昭和56年度），1日上下車人次為26人[1]。

## 車站周邊
- 國道240號（日语：国道240号）
- 活汲簡易郵局
- 津別町立活汲小中學
- 北海道北見巴士（日语：北海道北見バス）「活汲」巴士站

## 現況
現時，車站遺址被草地覆蓋。截至2001年（平成13年），站前倉庫還存在。

## 相鄰車站
日本國有鐵道
相生線 
上美幌－豐幌臨時乘降場－活汲－達美臨時乘降場－津別

## 注腳
1. 1 2  書籍《国鉄全線各駅停車1 北海道690駅》（小學館，1983年7月發行）159頁。
2. ↑   (PDF). アイヌ語地名リスト. 北海道 環境生活部 アイヌ政策推進室. 2007  [2018-12-24]. （原始内容存档 (PDF)于2018-05-04） （日语）.
3. ↑  書籍《鉄道廃線跡を歩くVII》（JTB出版，2001年1月發行）42頁。